# John Connolly (allenatore di rugby)
John Connolly (Brisbane, 26 giugno 1951) è un ex rugbista a 15 e allenatore di rugby a 15 australiano, già commissario tecnico degli Wallabies alla Coppa del Mondo 2007.

## Biografia
Nato in una famiglia di origine irlandese, Connolly compì gli studi superiori al Marist College di Ashgrove, nei pressi di Brisbane; quello fu anche il luogo dove iniziò a praticare il rugby.
Terminata la scuola e iniziato a lavorare, su richiesta di un amico entrò nel Brothers' Old Boys Club di Brisbane, nel quale disputò, durante la sua militanza, 55 incontri in prima squadra nel ruolo di tallonatore e vinse cinque campionati del Queensland tra il 1971 e il 1978.
Dopo un biennio in Europa tornò in Australia e si stabilì a Darwin, nel Territorio del Nord; in tale città, in cui il rugby era arrivato relativamente tardi (la locale federazione nacque nel 1976, apprese che un club di nuova formazione, il Casuarina, necessitava di un allenatore; fu quindi ingaggiato nel doppio ruolo di tecnico e giocatore.
L'attività da tecnico vero e proprio iniziò nel 1983 quando, tornato a Brisbane, assunse la conduzione della squadra riserve del vecchio club, il Brothers' Old Boys, che tenne per un triennio; nel 1985 iniziò un lungo sodalizio con l'unione rugbistica del Queensland che vide dapprima Connolly guidare le giovanili fino al 1988, per poi assumere nel 1989 la conduzione tecnica della prima squadra, che vinse il Super 6 (primo abbozzo di un campionato tra squadre territoriali) nel 1992 e successivamente due edizioni del Super 10 nel 1994 e 1995.
Con l'avvento del professionismo e l'istituzione del Super Rugby, Connolly tenne la guida della squadra, ormai divenuta franchise con il nome di Queensland Reds, fino al 1999; nel 2000 si trasferì in Europa e fu ingaggiato dallo Stade français fresco campione nazionale.
Con il club parigino Connolly riuscì a giungere fino alla finale di 2000-01, che si tenne al Parco dei Principi e in cui prevalsero gli inglesi del Leicester; dopo un'ulteriore stagione in Francia, terminata bruscamente con un esonero da parte del patron del club Max Guazzini, passò ad allenare lo Swansea e, nel 2003, fu chiamato in Inghilterra dal Bath in corso di torneo per prendere la squadra in fondo alla classifica.
In quell'anno il Bath chiuse la regular season di Premiership in vetta alla classifica, perdendo il titolo solo ai play-off e, la stagione successiva, raggiunse la finale di coppa Anglo-Gallese; terminato il contratto, tornò in Australia.
Nel febbraio 2006 Connolly fu nominato responsabile tecnico della Nazionale australiana; il primo impegno importante fu il Tri Nations 2006, che gli Wallabies terminarono al secondo posto con la metà dei punti dei vincitori, la Nuova Zelanda; analogo risultato l'anno successivo, con arrivo a 4 punti dagli All Blacks, nell'edizione che portava alla Coppa del Mondo di rugby 2007.
In tale competizione l'Australia vinse il girone di qualificazione, ma fu eliminata per 10-12 dall'Inghilterra ai quarti di finale.
Dopo tale sconfitta Connolly si dimise, ammettendo la superiorità tattica degli inglesi ma non mancando di criticare l'atteggiamento della federazione australiana che, a suo dire, espresse opinioni che aumentarono le motivazioni degli avversari rendendo ancora più difficile il compito ai suoi giocatori: il presidente federale John O'Neill aveva detto: «Noi tutti odiamo l'Inghilterra» e l'allenatore alla tattica Alec Evans aveva pubblicamente predetto una vittoria australiana con 30 punti di scarto, sì da spingere Connolly a dichiarare che «Queste cose non aiutano».
Circa due anni dopo le sue dimissioni, nell'ottobre 2009, Connolly venne a conoscenza di un tentativo di boicottaggio nei suoi confronti da parte di O'Neill, il quale, stando a documenti da Connolly resi pubblici, nel febbraio 2008 avrebbe detto a vari tecnici federali che lo stesso Connolly era una persona che non avrebbe mai dato alcun valore aggiunto al rugby australiano, che con lui non dovevano avere più nulla a che fare e che per quanto lo riguardava non avrebbe mai più allenato nel Paese.
A seguito di ciò Connolly ha denunciato per diffamazione O'Neill e ha citato in giudizio la Australian Rugby Union chiedendo un risarcimento di 1.100.000 AU$ (circa 700.000 euro), di cui 350.000 per danni morali e 750.000 per danni materiali configuratesi nell'impossibilità di ottenere un ingaggio a causa del diktat del presidente federale.
A giugno 2010, in un'intervista rilasciata a un quotidiano di Darwin, Connolly ha lasciato aperte le possibilità di tornare ad allenare nel Territorio del Nord, benché al momento si dichiari soddisfatto del suo incarico di allenatore aggiunto di una squadra giovanile.